# Pterichis multiflora
Pterichis multiflora är en orkidéart som först beskrevs av John Lindley, och fick sitt nu gällande namn av Rudolf Schlechter. Pterichis multiflora ingår i släktet Pterichis och familjen orkidéer. Inga underarter finns listade i Catalogue of Life.